# Ульдакона
Ульдакона — місто на півдні Каталонії, в районі Монтсія (Terres de l'Ebre), біля річки Сенія. Уллдекона є частиною вільної асоціації муніципалітетів Таула-дель-Сеніа. З 1273 року має привілеї міста.
Найближчі міста: Альканар, Сант-Карлес-де-ла-Рапіта, Фрегінальс, Годаль, Ла-Галера, Мас-да-Барбаранс і Ла-Сеніа в регіоні Монсія; і Вінарос, Трайгера, Сант-Жорді та Сант-Рафель-дель-Ріу в Баш-Маестрат. Неподалік також розташовані важливі туристичні райони, такі як Салоу та Пеніскола.

## Економіка

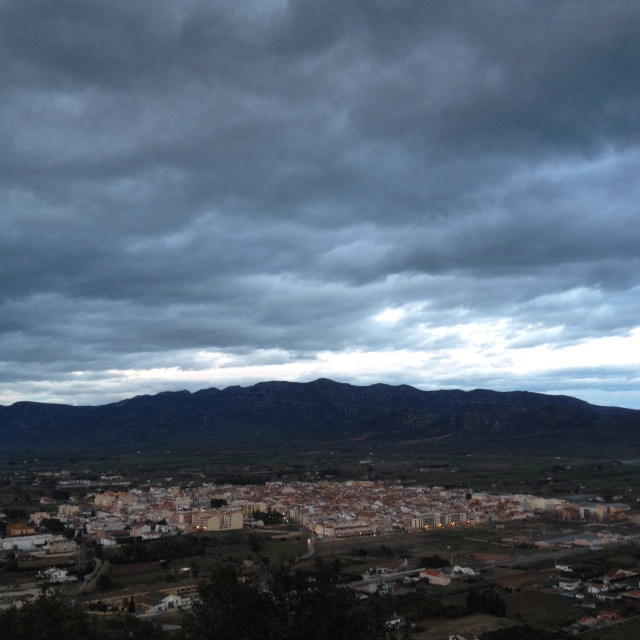
Вид на Ульдекону з хребтом Монсіа на задньому плані

Традиційне місцеве сільське господарство базувалося на вирощуванні численних оливкових, мигдалевих і ріжкових дерев, а також на вирощуванні фруктів та овочів.
Крім сільськогосподарської діяльності, меблі, будівництво та сфери послуг також мають відносне значення.

## Культура і громадське життя
Найважливіші звичаї жителів Ульдекони пов’язані з влаштуванням процесій з гегантами, музичними оркестрами та пубілями, а також традиційними танцями та випуском биків на вулиці (bous).
Passió d'Ulldecona — це щорічний фестиваль, на якому місцеві жителі відтворюють Страсті Христові, включно з живим ослом і справжніми пальмовими й оливковими гілками.

## Середньовічний замок
Середньовічний замок, оголошений замком культурного інтересу, можна знайти на вершині пагорба, відомого як Замкова гора, яка є частиною Серра-де-Годалль. Видимість, родючість і багатство землі були особливостями, які збільшували стратегічну цінність цієї території. Найдавніші залишки, які були виявлені, показують, що ця територія була заселена вже в іберійську еру, між 5-м і 1-м століттями до нашої ери. Арабські народи оселилися тут протягом 9-го століття, і вони почали будувати деякі з будівель, залишки яких можна побачити сьогодні в цьому районі. Рамон Беренгер IV завоював південь нинішньої території Каталонії в 12 столітті, і тут почали зводити середньовічні будівлі. Замок був населений до кінця 13-го століття, коли люди з Ульдекони почали селитися на рівнині. У 1986 році міська рада викупила замок.